# 3 Юнона
3 Юно́на (лат. 3 Juno) — астероїд у головниму поясі, один із двадцяти найбільших астероїдів і один із двох найбільших астероїдів S-типу. Відкрита у 1804 році німецьким астрономом Карлом Гардінгом, Юнона стала третім відомим об'єктом у поясі астероїдів після Церери й Паллади. Отримала назву на честь Юнони — дружини Юпітера, верховного римського божества.

## Історія

### Відкриття
Юнона була відкрита 1 вересня 1804 року Карлом Гардінгом. Це був третій знайдений об'єкт у  поясі астероїдів. Спочатку вважалась планетою, але в 1850-х роках була перекласифікувана як астероїд і мала планета.
Названа на честь Юнони, верховної богині римського пантеону.

### Класифікація
Спочатку Юнона вважалася планетою разом із 1 Церерою, 2 Палладою та 4 Вестою. Усі чотири були перекласифіковані як астероїди, коли було знайдено більше об'єктів поясу астероїдів. 
У 1811 році Шретер оцінив діаметр Юнони у 2290 км, що було дуже завищеним значенням. Невеликі розміри та неправильна форма Юнони не дозволяють вважати її карликовою планетою.

### Символ
Старим астрономічним символом Юнони, який досі використовується в астрології, є скіпетр, увінчаний зіркою, ⚵ . Було багато графічних варіантів із більш досконалим скіпетром, як напр, іноді нахилені під кутом, щоб забезпечити більше місця для декору. Загальний астероїдний символ диска з номером його відкриття ⟨③⟩ був введений у 1852 році та швидко став нормою. Символ скіпетра був відроджений для астрологічного використання в 1973 році.

## Фізичні властивості

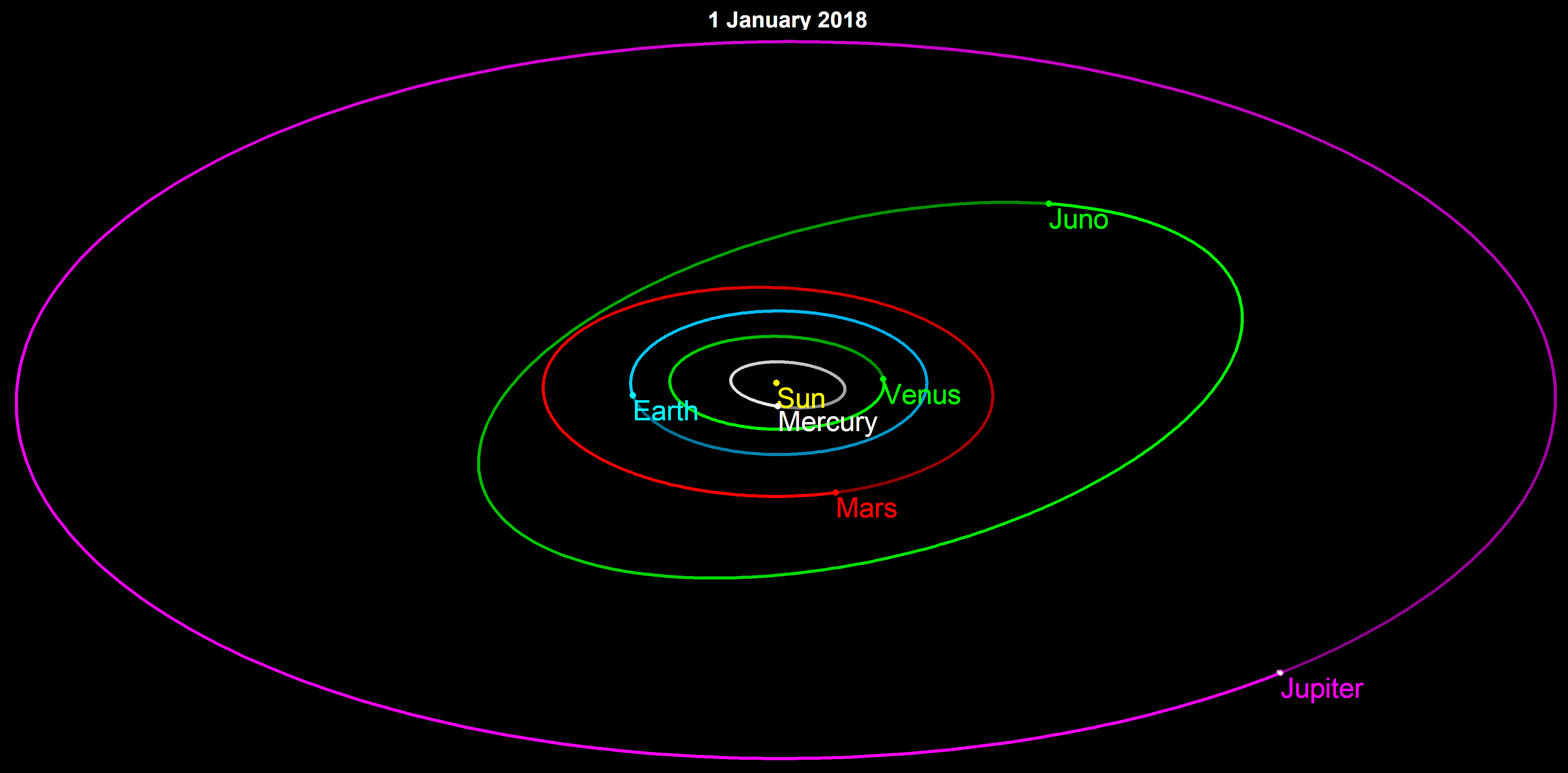
Еліптична і злегка нахилена орбіта Юнони між орбітами Марса і Юпітера

Порівняння розмірів перших 10 об'єктів поясу астероїдів і Місяця. Юнона третя зліва.

Юнона є одним із найбільших астероїдів, приблизно десятим за розміром, і містить близько 1% маси всього поясу астероїдів. Це другий за масою астероїд S-типу після 15 Евномії. Однак маса Юнони становить лише 3% від маси Церери. 
Серед астероїдів S-типу Юнона виділється високим альбедо, що може свідчити про нетипові властивості поверхні. Це високе альбедо пояснює його відносно високу видиму зоряну величину як для маленького об’єкта, розташованого в глибині поясу астероїдів. В сприятливе протистояння Юнона може досягати зоряної величини+7,5, тобто бути яскравішою, ніж Нептун або Титан. Висока яскравість Юнони є причиною того, що вона була відкрита раніше, ніж більші астероїди 10 Гігея, 52 Європа, 511 Давида та 704 Інтерамнія. Однак в більшості опозицій Юнона досягає зоряної величини близько +8,7. 
Юнона належить до головного поясу астероїдов, очолюючи однойменну родину Юнони (англ. Juno family).
Юнона — один з досить великих астероїдів головного поясу — його розміри складають близько 246 км у діаметрі. Юнона є одним з найбільших членів головного поясу астероїдів в Сонячній системі, але це все ще тільки кілька відсотків маси найбільшого жителя цього регіону: карликової планети Церери. Оберт навколо власної осі астероїд здійснює за 0,3004 доби. Має альбедо 0,238, що дає на відстані 1 а. о. світимість 5,33 зоряної величини, і належить до спектрального класу S.
Юнона обертається на трохи ближчій середній відстані до Сонця, ніж Церера чи Паллада. Її орбіта помірно нахилена до екліптики (нахил близько 12°), але має надзвичайний ексцентриситет, більший, ніж у Плутона. Цей високий ексцентриситет наближає Юнону до Сонця в перигелії ближче, ніж Веста, а в афелії віддаляє на більшу відстань, ніж Церера. Юнона мала найбільш ексцентричну орбіту серед усіх відомих тіл, поки в 1854 році не було відкрито 33 Полігімнію. Серед астероїдів розміром понад 200 км лише 324 Бамберга має більший ексцентриситет, ніж Юнона.
Юнона обертається в прямому напрямку з нахилом осі приблизно 50°. Максимальна виміряна температура поверхні становила 293 К. Оцінюється, що в перигелії температура може сягати 301 К (+28 °C). 
Спектроскопічні дослідження поверхні Юнони дозволяють зробити висновок, що астероїд може бути першоджерелом хондритів, розповсюдженого типу кам’янистих метеоритів, що складаються із залізовмісних силікатів, таких як олівін і піроксен. Інфрачервоні зображення показують, що Юнона має приблизно 100-кілометровий кратер, результат молодого за геологічними мірками зіткнення астероїдів. 
На основі інфрачервоних даних MIDAS з використанням телескопа Гейла в 2004 році був повідомлений середній радіус астероїда 135,7±11 км. 
Радіосигнали від космічних кораблів на орбіті навколо Марса та поверхні Марса були використані для оцінки маси Юнони за гравітаційними збуреннями, які вона справляє на рух Марса. Схоже, що орбіта Юнони дещо змінилася близько 1839 року, ймовірно, через збурення від невстановленого астероїда, який пролітів поруч з нею. 
У 1996 році телескоп Гукера в обсерваторії Маунт-Вілсон отримав зображення Юнони у видимому та ближньому ІЧ-діапазоні за допомогою адаптивної оптики . Зображення охоплювали весь період обертання та виявили неправильну форму та темну альбедну пляму, інтерпретовану як місце недавнього удару.

## Спостереження
Юнона була першим астероїдом, для якого спостерігали покриття зір. 19 лютого 1958 року вона пройшла перед тьмяною зорею SAO 112328. Відтоді спостерігалося ще кілька покриттів. Найбільш плідним було покриття зорі SAO 115946 11 грудня 1979 року, яке зареєстрували 18 спостерігачів. 29 липня 2013 року Юнона закрила зорю PPMX 9823370, а 30 липня 2013 — зорю 2UCAC 30446947.
Радіосигнали від космічних кораблів на орбіті навколо Марса та на поверхні Марса були використані для оцінки маси Юнони за гравітаційними збуреннями, які вона справляє на рух Марса. 

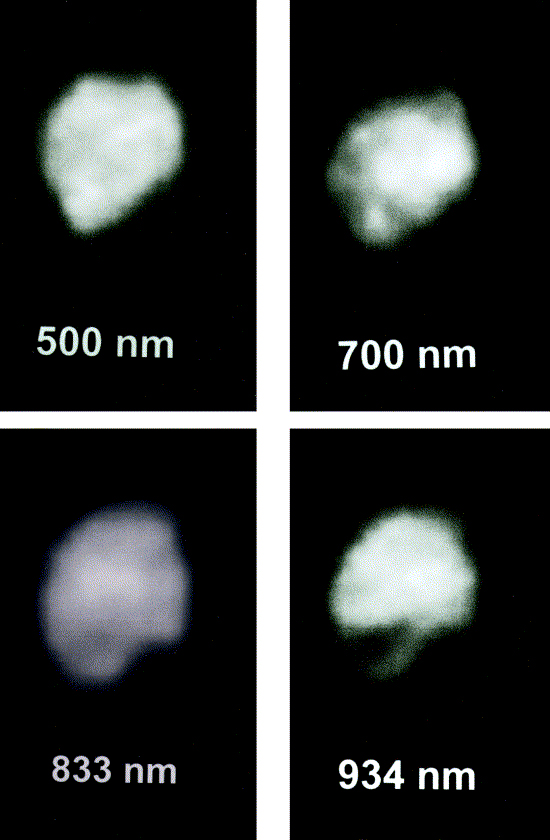
Вид Юнони на чотирьох довжинах (Телескоп Гукер, 2003). На двох нижніх знімках видно великий кратер
Юнона рухається на фоні зір
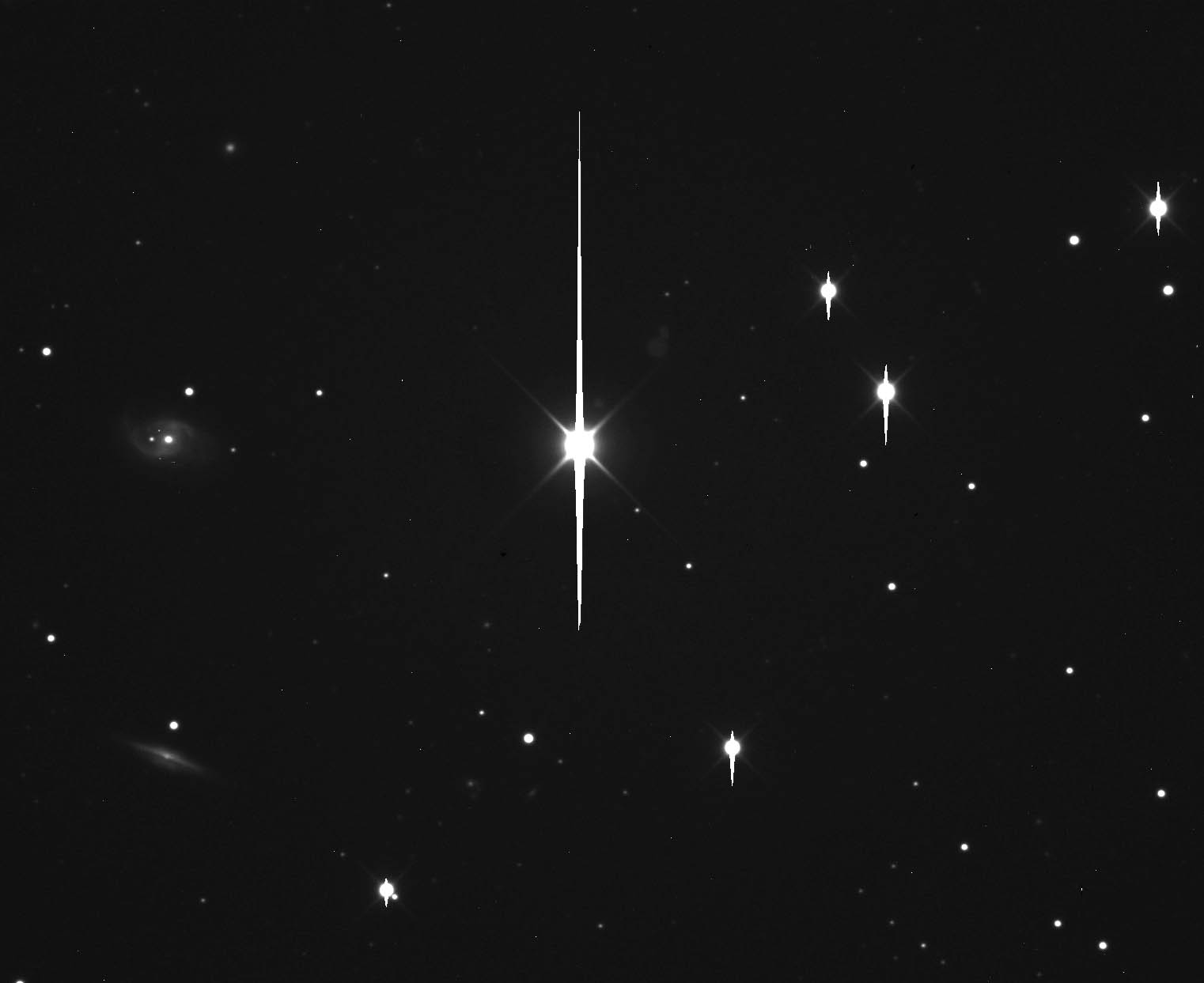
Юнона під час протистояння у 2009 році
- Відео Юнони, зроблене в рамках кампанії ALMA Long Baseline Campaign

## Протистояння
Юнона перебуває в протистоянні приблизно раз на 15,5 місяців. Час між протистояннями трохи варіюється через нерівномірність руху Юнони її еліптичною орбітою. Відстань у протистоянні сильно змінюється залежно від того, перебуває вона поблизу перигелію чи афелію. Великі протистояння повторюються кожні 10 опозицій, тобто приблизно раз на 13 років. Останні великі протистояння були 1 грудня 2005 року (на відстані 1,063 астрономічних одиниць, з зоряною величиною 7,55) і 17 листопада 2018 року (1,036 астрономічних одиниць, 7,45m). Наступне сприятливе протистояння буде 30 жовтня 2031 року (1,044 астрономічних одиниць, величина 7,42m).

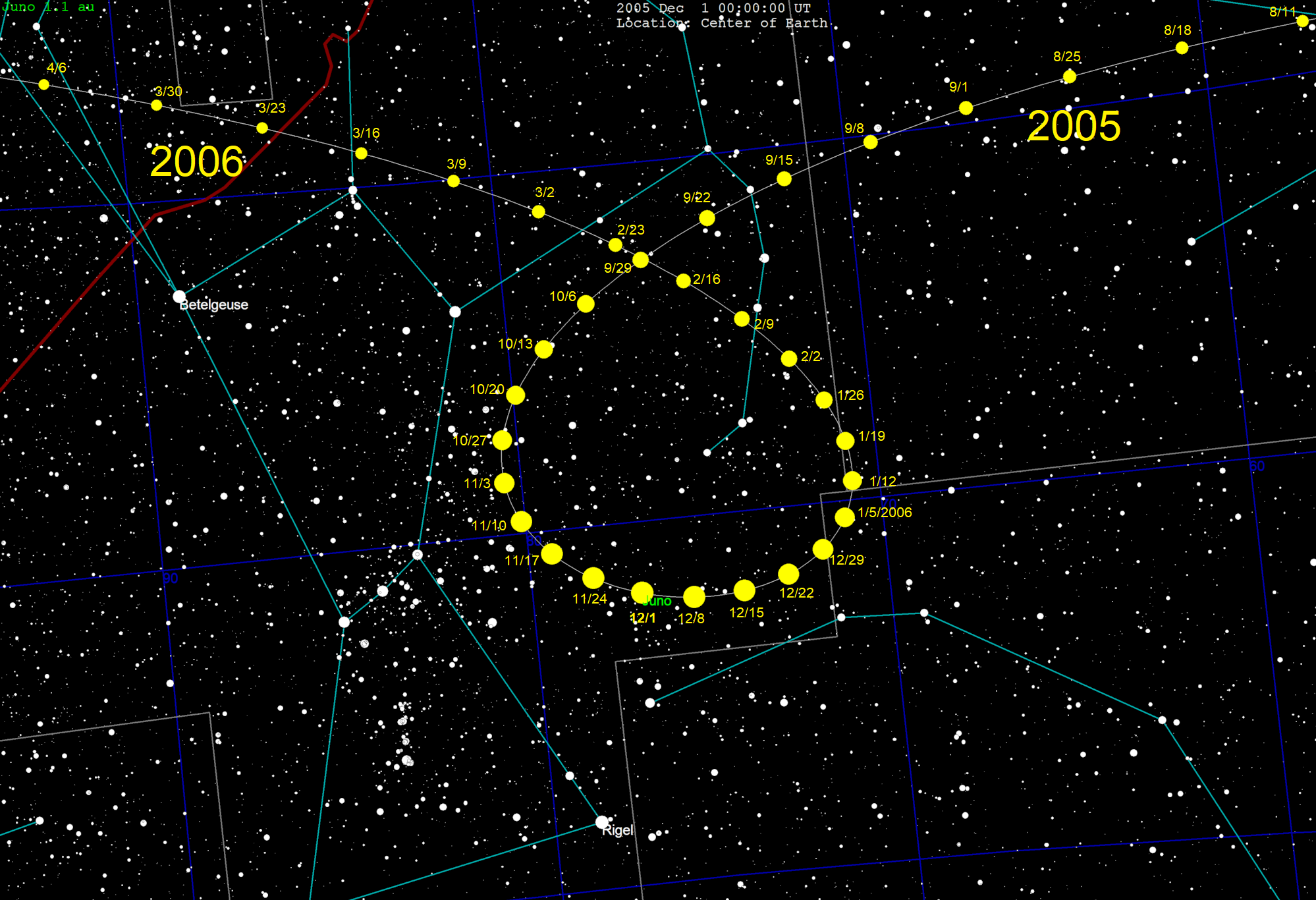
1 грудня 2005
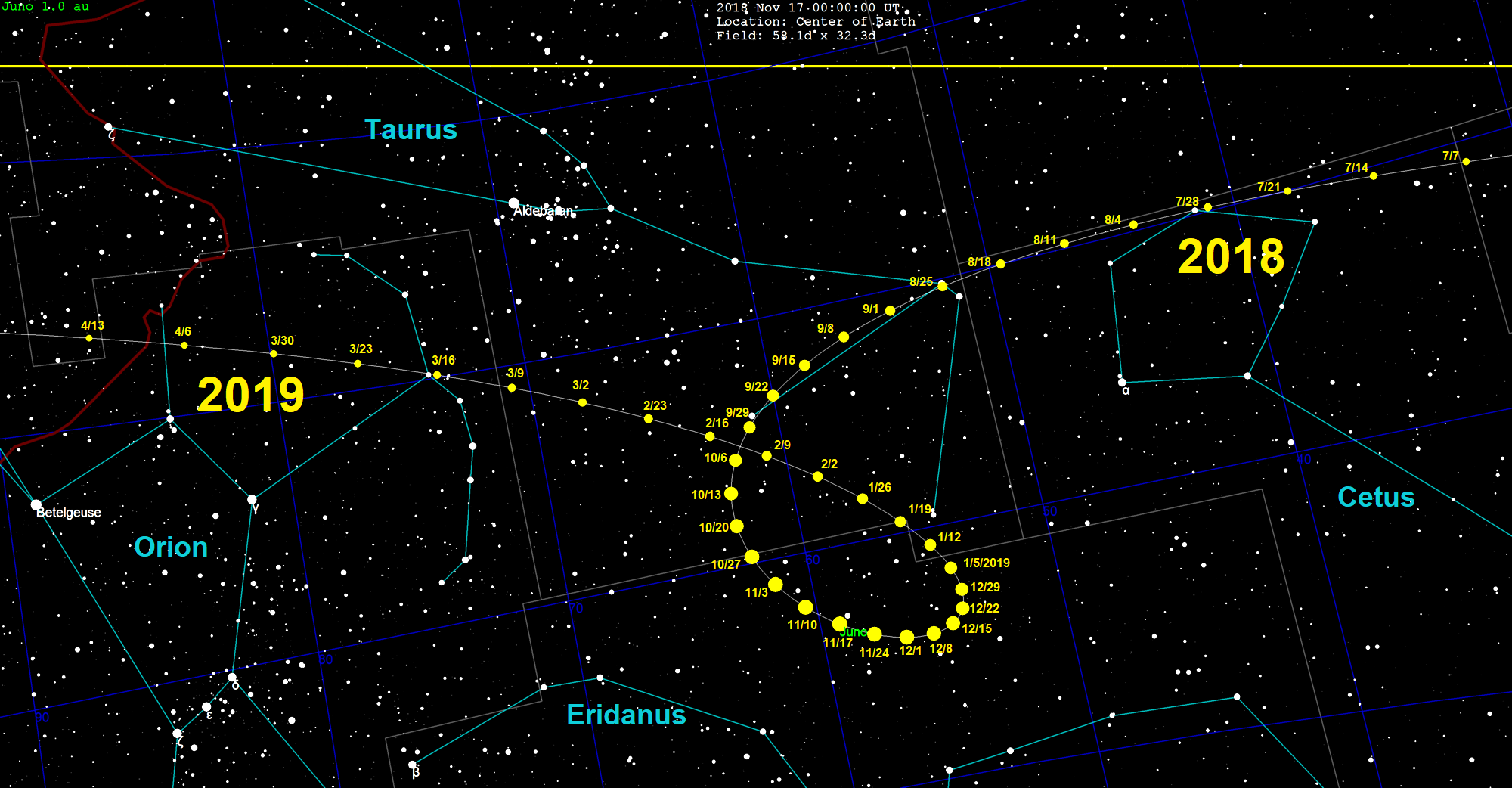
16 листопада 2018